# Elisio Gabardo
Eliseu Gabardo, noto anche come Elisio (Curitiba, 1º luglio 1911 – Curitiba, 18 marzo 1969), è stato un calciatore brasiliano naturalizzato italiano, noto per essere il primo calciatore brasiliano della storia del Milan. Era noto anche con i soprannomi Gabardinho e Gaboto oppure come Gabardo III, per distinguerlo dai fratelli, anch'essi calciatori: Albino (Gabardo I), Gildo (Gabardo III), Idilio (Gabardo IV) e Tibaldo (Gabardo V).

## Carriera
Proveniente dal Palestra Itália di San Paolo, nel 1935 viene ingaggiato, insieme al compagno di squadra Vicente Arnoni, dal Milan.
Al contrario del connazionale, tornato a fine stagione in patria (per poi tornare al Milan l'annata successiva) Gabardo resta a Milano per tre stagioni dove viene schierato spesso in campo segnando 9 reti in 62 presenze. Nell'estate 1938 viene ceduto al Liguria.
A Genova, in coppia con Angelo Bollano, è protagonista del miracolo-Liguria che nella stagione 1938-1939 conquista il titolo di campione d'inverno, per poi cedere alla distanza, chiudendo al quinto posto. A fine stagione passa ai rivali cittadini del Genova 1893. Nella stagione di militanza nel Liguria, grazie al suo status di oriundo, disputa un incontro con la Nazionale italiana B contro una selezione della Francia del Sud-Est.
In rossoblu Gabardo, complice alcuni problemi fisici, non riesce a scendere in campo con regolarità, andando a segno 13 volte in 29 partite disputate. Nell'estate 1941 lascia il Genova.
Dopo la seconda guerra mondiale gioca nel Gattinara in Serie C.
Ha totalizzato complessivamente 118 presenze e 30 reti in Serie A.

## Palmarès

### Club
- Campionato Paranaense: 1

Palestra Itália FC: 1922
- Campionato paulista: 2

SS Palestra Itália: 1933, 1934

#### Competizioni nazionali
- Torneo Rio-San Paolo: 1

SS Palestra Itália: 1933